# Lévys stochastische Fläche
Lévys stochastische Fläche ist in der Stochastik ein stochastischer Prozess, welcher die umschlossene Fläche einer zwei-dimensionalen brownschen Bewegung mit ihrer Sehne beschreibt. Der Prozess wurde 1940 von Paul Lévy eingeführt und 1950 fand er eine Formel für die charakteristische Funktion und bedingte charakteristische Funktion.
Der Prozess hat viele unerwartete Verbindungen zu anderen Objekten in der Mathematik, darunter zu den Soliton-Lösungen der Korteweg-de-Vries-Gleichung und zur riemannschen Zeta-Funktion. Im Malliavin-Kalkül kann der Prozess verwendet werden, um einen Malliavin-glatten Prozess zu konstruieren, der jedoch keine stetige Modifikation bezüglich der Banach-Norm besitzt.

## Lévys stochastische Fläche
Sei {\displaystyle W=(W_{s}^{(1)},W_{s}^{(2)})_{s\geq 0}} eine zwei-dimensionale brownsche Bewegung in {\displaystyle \mathbb {R} ^{2}}, dann ist Lévys stochastische Fläche der Prozess
{\displaystyle S(t,W)={\frac {1}{2}}\int _{0}^{t}\left(W_{s}^{(1)}dW_{s}^{(2)}-W_{s}^{(2)}dW_{s}^{(1)}\right),}
wobei hier das Itō-Integral verwendet wird.
Definiere die 1-Form {\displaystyle \vartheta ={\frac {1}{2}}(x^{1}dx^{2}-x^{2}dx^{1})}, dann ist {\displaystyle S(t,W)} das stochastische Integral von {\displaystyle \vartheta } entlang der Kurve {\displaystyle \varphi :[0,t]\to \mathbb {R} ^{2},s\mapsto (W_{s}^{(1)},W_{s}^{(2)})}
{\displaystyle S(t,W)=\int _{W[0,t]}\vartheta .}

### Flächenformel für die stochastische Fläche
Sei {\displaystyle x=(x_{1},x_{2})\in \mathbb {R} ^{2}}, {\displaystyle a\in \mathbb {R} }, {\displaystyle b=at/2} und {\displaystyle S_{t}=S(t,W)}. Lévy berechnete folgende charakteristische Funktionen
{\displaystyle \mathbb {E} [\exp(iaS_{t})]={\frac {1}{\cosh(b)}}}
und
{\displaystyle \mathbb {E} [\exp(iaS_{t}))\mid W_{t}=x]={\frac {b}{\sinh(b)}}\exp \left({\frac {\|x\|_{2}}{2t}}\left(1-b\coth \left(b\right)\right)\right),}
wobei {\displaystyle \|x\|_{2}={\sqrt {x_{1}^{2}+x_{2}^{2}}}} die euklidische Norm ist.

## Weiterführendes
- 1980 lieferte Yor einen kurzen probabilistischen Beweis.[8]
- 1983 lieferten Helmes und Schwane eine höher-dimensionale Formel.[9]